# حميضة (قبيلة)
حميضة: رأس بارق وقبيلة الكبرى، وهم أكثر بارق عدداً وأوسعها دياراً بحيث أن ديرها تمتد غرباً من يبة إلى أعالي وادي بارق وخاط شرقاً، وهذه المسافة تبلغ مايقرب 50 كيلاً، وكانت ديارهم تسمى «بلاد حميضة» وكانت لهم الملصة، سران، ونواحي من ثربان بنجود تهامة. كما كان لهم، عدد وثروة ووجاهة. وكان لهم زعامة ومهابة، غير أنهُ أصابها ما يصيب غيرها من القبائل من تفكك وتجزؤ وتشتت، فتجزأت وطمع فيها الطامعون، وخسرت أجزاء من بلادها ومحارثها وشوكتها.
تقع منازل هذه القبيلة على ضفاف أودية:  ثعَيّب، شَرْي والحَمْض من روافد حلي، وعلى ضفاف أودية: الرَحْبَة، نَعْب، خَاطْ وجُرَيّة من روافد يبة، ويحدّها من الشمال عمارة بلقرن، ومن الشرق بني عمرو وبني التيم، ومن الغرب ثربان وربيعة المقاطرة، ومن الجنوب آل سباعي وآل جبلي، ومن الجنوب الغربي ربيعة الطحاحين.
ممن أشتهر منهم: النعمان بن حميضة: كان من الخطباء البلغاء، ومن الأشراف الرؤساء في الجاهلية. أورد له الأصبهاني رسالة من أفصح، وأبلغ ما كتب العرب. حميضة بن النعمان بن حميضة: صحابيّ، كان شريفا مطاعا، من السادة، الشجعان. ولاه عمر بن الخطاب السراة، ثم وجهه إلى العراق على ألف وخمسمائة فارس من قومه الأزد، شهد القادسية وأبلى فيها البلاء الحسن. له أخبار كثيرة ليس منها أكثر ما تتداوله العامة في بارق.
جاء عنها في دليل العرب لدائرة استخبارات وزارة البحرية البريطانية (1916م):«أكثر القبائل أهمية هي حميضة، وعددها 7,000 رجل؛ منهم 4,000 من الرحل. يقيمون في الجزء الغربي من منطقة بارق، على طول طريق محايل - القنفذة من ذهب إلى غار الهندي وهو في أراضيها. وهم على خلاف مع آل سباعي وينقسمون فيما بينهم، فالقرويون يؤيدون الأتراك، والرحل في صف الإدريسي. وشيخهم محمد بن هيازع، وهو الشيخ الأعلى للمنطقة والمعين من قبل الإدريسي، وهو في الخامسة والأربعين من العمر، وله شهرة باستخدام وضعه بحكمة وتروٍ وإعتدال. والقبائل بأسرها تناصر الإدريسي وتدفع له الضرائب بإستثناء حميضة المستقرة. وهم مسالمون، يعشقون المُتْعَة والترف، وغير مغرمون بالحرب. ومع ذلك، فلا يُستبعد منهم الإغارة على قوافل الأتراك. والطريق من محايل إلى القنفذة محاط بالقبائل المعادية، حتى إن الأتراك يندر مرورهم منه إلا في أعداد كبيرة بحيث تكفي لصد أي هجوم عادي». 
قال السير كيناهان كورنواليس (1916م):«حميضة: يقيمون في الجزء الغربي من إقليم بارق، على طول طريق محايل - القنفذة من ذهب إلى عقبة سهول وتمتد حدودهم أسفل العقبة إلى غار الهندي». وقال الرحَّالة ويلفريد ثيسيجر (1946م): «وصلنا وادي خاط وأراضي قبيلة حميضة الزراعية في بارق، يسكن أفرادها في بيوت مستوية الأسقف، بنيت من الحجارة بشكل جميل ومُحكم، وهذه القبائل المستقرة تمتلك قليلاً من الجمال وبعض الأبقار، وأحجاماً جيدة من قطعان الضأن والماعز، ولكنهم أساساً مزارعون يقومون بزراعة الدخن والذرة سواء في سهول صغيرة تسقى عن طريق السيول، أو في بقع طينية في بطون الأودية».

## النسب
بني حميضة بن الحارث بن عوف بن عمرو بن سعد بن ثعلبةَ بن كنانة بن بارق بن عدي بن حارثة بن عمرو مزيقياء بن عامر ماء السماء بن حارثة الغطريف بن امريء القيس بن ثعلبة بن مازن بن الأزد.
قال شاعرهم:

### قبائل حميضة
حميضة: إحدى فروع بارق الرئيسية إلي جانب فرع آل علي، وهذا الفرع أثرى فروع بارق بحيث تبلغ أفخاذه 80 فخذاً وقراه نحو 150 قرية. تقع ديارها حالياً في محافظتي بارق والمجاردة وتشكل نصف المساحة من كِلاَ المحافظتين، وتنطوي حميضة على ستة قبائل كبار، وهي:
| الـعـرام |

| آل حَجْري |

| قضريمة |

| المهاملة |

| آل فصيِـل |

| آل سالـم |

#### آل العرام
آل العَرام: لهم سبعة وعشرون قرية، تنتشر على ضفاف وادي شري ووادي ثعيب. وهي ذات حدود واسعة، تمتد إلى بلاد ربيعة، وعلى الجزء الغربي من بلاد بارق. ويحدّها من الشرق آل حجري، ومن الغرب ربيعة، ومن الجنوب المهاملة وآل سالم، ومن الشمال آل حجري. وتنطوي على عدة عمائر وهي:
| آل حمادي |

| آل مسعر |

| آل هيازع |

| القحمة |

ويقدر عدد أفراد هذه القبيلة بحوالي خمسة آلاف نسمة، ويشغل منصب مشيختها حالياً عبد الرحمن بن غازي بن محمد بن مديني بن حسن بن عواض البارقي، وهو من بيت عريق في النسب يتعاقب مشيخة العرام من عصور قديمة.

فتى من حميضة، بعدسة ويلفريد ثيسيجر عام 1946م.

### الأودية

وادي خاط عام 1946م
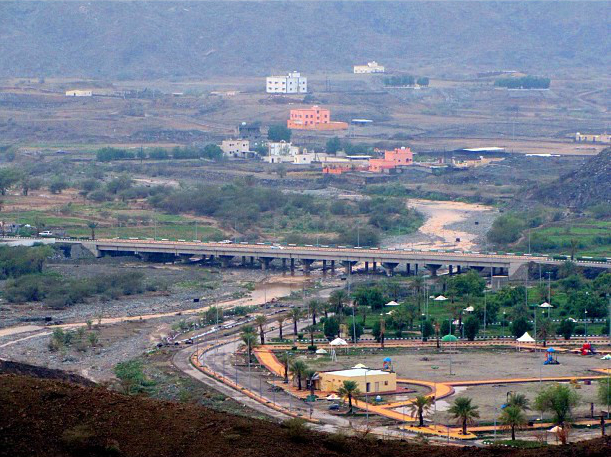
وادي جرية في بلاد قضريمة

#### آل فصيل
آل فَصِيل: لهم ثمان وثلاثون قرية، وتقع منازل هذه القبيلة على ضفاف وادي خاط وما ينجزّ إليه من روافد، ويحدّها من الجنوب سفيان، ومن الشرق بني عمرو، ومن الغرب قضريمة، ومن الشمال بني التيم. وتنطوي على عدة عمائر، وهي:
| آل علي بن جماز |

| آل عجلان |

| آل الربعية |

| آل موسى بن جماز |

| المشاولة |

ويقدر عدد أفراد هذه القبيلة بحوالي خمسة آلاف نسمة، ويشغل منصب مشيختها حالياً الشيخ عامر عبد الرحمن حسن البارقي، والشيخ أحمد بن عائض بن أحمد بن لحرش، ويطلق على هذه القبيلة «حميضة خاط». 

#### آل حَجْري
آل حَجْري: تقع قرى هذه القبيلة على ضفاف وادي شري وما ينجزّ إليه من روافد، ولهم ثلاثون قرية، ويحدّها من الجنوب آل سباعي، ومن الشمال قضريمة، ومن الشرق أثرب وآل فصيل، ومن الغرب يَبَه وربيعة. تنقسم هذه القبيلة إلى قسمين هما: